# 반값아파트 정책
반값 아파트 정책은 2007년 급등한 대한민국의 주택 가격을 진정시키기 위하여 제시된 정책 중 하나이다. 2007년 홍준표 의원이 한나라당 대통령 후보 경선에서 ‘반값 아파트 정책’을 내놓은 적이 있다. 경실련은 싱가포르식 주택 정책을 제시한 적이 있다.

## 배경
1980년대 후반 3저 호황으로 시중자금 유동성이 풍부해지면서 부동산가격 폭등으로 이어졌다. 이로 인해 무주택자들이 큰 피해를 보자 노태우 정부는 수도권 1기 신도시 조성사업을 시작했다.
14대 총선과 14대 대선이 치러진 1992년에 현대그룹 창업자인 고(故) 정주영 통일국민당 대선 후보의 ‘반값 아파트’ 공약은 커다란 반향을 일으켰다. 공약 내용은 분양가의 10~30%를 차지하던 채권입찰제를 폐지하고 기반시설 설치 비용을 국가 재정으로 충당하면 가격을 확 낮출 수 있다는 것이다. 여기에 건축비와 택지비의 거품을 빼면 반값 아파트가 가능하다고 했다.
그러나 14대 대선 패배이후 역사적으로 사라지는 줄 알았다가 노무현 정부때 부동산 투기열풍이 불자 또다시 등장했다.

## 종류
반값 아파트 정책은 특히 3가지 종류로 나뉘어져 있다. 토지임대부 분양주택, 지분적립형 분양주택, 환매조건부 주택이다.

### 토지임대부 주택
토지의 경우 국가나 지자체가 소유하고 해당 토지에 있는 건물만 분양하는 원리이다. 실수요자는 아파트 건물을 소유하고, 국가나 지자체에 토지에 대한 임차료를 지불한다.

### 환매조건부 주택
정부나 LH 등 공공이 주택을 건설해 분양하고 일정 기간이 경과한 뒤, 이를 공공이 다시 사들이는 것이다.

### 지분적립형 분양주택
입주 시 분양가의 20~40%를 내고 나머지는 거주하면서 20~30년 동안 갚는 방식이 적용되는 주택을 말한다.